# Birgit Hollmann
Birgit Hollmann (Berlijn, 31 december 1973) is een voormalig Duits wielrenster en veldrijdster die anno 2010 zonder ploeg rijdt maar in het verleden één seizoen uitkwam voor Team Getränke Hoffmann.

## Overwinningen
2003
- Duits kampioene veldrijden, Elite

2005
- Cyclocross van Lebbeke

2006
- 2e etappe Tour de Feminin - Krásná Lípa
- Cyclocross van Berlijn

2008
- Cyclocross van Berlijn
- Cyclocross van Dassow

## Grote rondes
Geen